# Robiquetia pinosukensis
Robiquetia pinosukensis är en orkidéart som beskrevs av Jeffrey James Wood och Anthony L. Lamb. Robiquetia pinosukensis ingår i släktet Robiquetia och familjen orkidéer. Inga underarter finns listade i Catalogue of Life.